# Filipijnse verkiezingen 1971
Op 8 november 1971 werden de Filipijnse verkiezingen 1971 georganiseerd. De Filipijnse stemgerechtigden kozen op deze dag zowel op landelijk als op lokaal niveau nieuwe bestuurders. Landelijk werden acht leden van de Filipijnse Senaat gekozen. De nieuw gekozen senatoren vormden samen met de acht in de verkiezingen van 1967 gekozen senatoren en de acht senatoren en de meer dan honderd afgevaardigden gekozen in verkiezingen van 1969 het 7e Filipijns Congres. Naast deze landelijke verkiezingen werden ook op lokaal niveau verkiezingen gehouden voor gouverneur, vicegouverneur en provinciebestuur in de provincies en burgemeester, viceburgemeester en stadsbestuur of gemeenteraden in de steden en gemeenten. Verantwoordelijk voor de uitvoering van deze verkiezingen was het onafhankelijke orgaan COMELEC.
Deze verkiezingen waren de meeste gewelddadige verkiezingen in de geschiedenis van de Filipijnen. Een van de meest opvallende gewelddadigheden tijdens de verkiezingen was de bomaanslag op Plaza Miranda. Tijdens een campagnebijeenkomst van de Liberal Party gingen enkele explosieven af in de buurt van het podium. Hierbij vielen 9 doden en ruim 100 gewonden. Onder de ernstig gewonden waren ook enkele van de senaatskandidaten van de partij. De uiteindelijke winnaar van de senaatsverkiezingen Jovito Salonga voerde campagne vanuit een rolstoel met dikke bandages over zijn wonden.

## Senaatsverkiezingen
De senaatsverkiezingen werden vrij verrassend gewonnen door de oppositie. Slechts twee van de acht kandidaten van de Nacionalista Party van regerend president Ferdinand Marcos wonnen een zetel in de Senaat. Minister van Defensie Juan Ponce Enrile was een van de kandidaten die niet bij eerste acht eindigde.
| Nr. | Kandidaat           | Politieke partij              | Aantal stemmen |
| --- | ------------------- | ----------------------------- | -------------- |
| 1.  | Jovito Salonga      | Liberal Party                 | 5.620.272      |
| 2.  | Genaro Magsaysay    | Liberal Party                 | 4.756.376      |
| 3.  | John Henry Osmeña   | Liberal Party                 | 4.668.092      |
| 4.  | Edgar Ilarde        | Liberal Party                 | 4.548.069      |
| 5.  | Eva Estrada Kalaw   | Liberal Party (gastkandidaat) | 4.464.367      |
| 6.  | Ramon Mitra jr.     | Liberal Party                 | 3.916.833      |
| 7.  | Ernesto Maceda      | Nacionalista Party            | 3.592.559      |
| 8.  | Alejandro Almendras | Nacionalista Party            | 3.427.985      |
| 9.  | Manuel Elizarde jr. | Nacionalista Party            | 3.407.276      |
| 10. | Melanio Singson     | Nacionalista Party            | 3.130.332      |
| 11. | Dominador Aytona    | Nacionalista Party            | 3.119.995      |
| 12. | Juan Ponce Enrile   | Nacionalista Party            | 3.044.461      |
| 13. | Salipada Pendatun   | Liberal Party                 | 2.885.336      |
| 14. | Blas Ople           | Nacionalista Party            | 2.654.067      |
| 15. | Leonila Garcia      | Nacionalista Party            | 2.473.684      |
| 16. | Melanio Singson     | Nacionalista Party            | 2.099.148      |
|     |                     |                               |                |